# Anii 360
Secole: Secolul al III-lea - Secolul al IV-lea - Secolul al V-lea
Decenii: Anii 310 Anii 320 Anii 330 Anii 340 Anii 350 - Anii 360 - Anii 370 Anii 380 Anii 390 Anii 400 Anii 410
Ani: 360 | 361 | 362 | 363 | 364 | 365 | 366 | 367 | 368 | 369